# Banksiops
Banksiops is een geslacht van uitgestorven temnospondyle Batrachomorpha (basale 'amfibieën') binnen de familie Brachyopidae, gevonden in Tasmanië.
De typesoort Blinasaurus townrowi (Cosgriff, 1974) werd in 1998 hernoemd tot Banksia townrowi door Anne Warren en Claudia Marscicano. De geslachtsnaam eerde de geoloog Maxwell Robert Banks die september 1960 samen met John A. Townrow, geëerd door de soortaanduiding, het eerste fossiel vond op de Old Beach, in de Crisp and Gunn's Quarry. Omdat Banksia al bezet was door de mijtensoort Banksia clypeator Voigts & Oudermans 1905, die de acaroloog Nathan Banks eerde, werd in 2000 de vervangingsnaam Banksiops townrowi gegeven, 'Banksgezicht'.
Overigens bestaat in de botanie de geslachtsnaam Banksia, genoemd naar Joseph Banks. Tussen botanische en zoölogische namen bestaat echter geen prioriteitsregel.
Het holotype UTGD 87785 is gevonden in een laag zandsteen van de Knockloftyformatie die dateert uit het Olenekien. Het bestaat uit een schedel. Talrijke schedels zijn aan de soort toegewezen en ook wat botten uit de postcrania.
Banksiops had een afgeplatte schedel, tongvormig in bovenaanzicht, waarmee hij vissen naar binnen zoog.
Warren & Marscicano vonden Banksiops als de zustersoort van Batrachosuchus.